# Albert Ilg
Albert Ilg (født 11. oktober 1847 i Wien, død 28. november 1896) var en østrigsk kunsthistoriker.
Ilg blev efter nogen tids virksomhed som kustos ansat 1884 som direktør for våben- og kunstindustriafdelingen i Wiens kejserlige kunsthistoriske samlinger. Foruden talrige tidsskriftartikler har han blandt meget andet skrevet Die kunstgewerbl. Fachschulen des k. k. Handelsministeriums (1876), Zeitstimmen über Kunst und Künstler der Vergangenheit (1881), Kunsthistorische Charakterbilder aus Österreich-Ungarn (Prag 1893) og hovedværket Die Fischer von Erlach (1. del 1895, ufuldendt). Desuden har han leveret flere bidrag til Eitelbergers Quellenschriften für Kunstgeschichte (hvis udgivelse han overtog 1888): oversættelser med kommentarer til Cenninis malerbog, Heraclius' skrift om romernes farver, Theophilus' Schedula diversarum artium med mere og udgivet Wappen des österreichischen Herrscherhauses (1879), Album österreichischen Bildhauerarbeiten des 18. Jahrhunderts (lystryk), Wiener Schmiedewerke des 18. Jahrhunderts (1878-83 med Heinrich Kábdebo) med flere.